# Schoenoplectus pulchellus
Schoenoplectus pulchellus là loài thực vật có hoa trong họ Cói. Loài này được (Kunth) J.Raynal miêu tả khoa học đầu tiên năm 1976.